# Critical Stage
Critical Stage è un album in studio del gruppo musicale Suicide Commando, pubblicato nel 1994 dalla OffBeat.

## Tracce
1. Critical Stage - 4:19
2. Sheer Horror - 5:16
3. H.I.V. + - 4:09
4. Traumatize - 3:43
5. So Many Questions - 4:28
6. Time - 4:16
7. Fate - 4:37
8. Necrophilia - 3:49
9. Revenge - 4:55
10. Where Do We Go From Here? - 4:15
11. Under God's Eye - 4:54
12. The Dreamhouse (Mental Version) - 2:53

## Formazione
- Johan Van Roy - voce, strumenti